# Таттл, Фрэнк
Фрэнк Таттл (англ. Frank Tuttle; 6 августа 1892 — 6 января 1963) — голливудский режиссёр и сценарист, один из немногих кинорежиссёров, карьера которых началась ещё в немом кинематографе 1920-х годов и успешно продолжилась в звуковом кино вплоть до 1960 года.
На пике своего успеха в 1930-е и первой половине 1940-х годов Таттл был одним самых изобретательных и авторитетных режиссёров Голливуда, фильмы которого регулярно приносили прибыль. Таттл оказал влияние на формирование художественных принципов фильма нуар.

## Биография
Френк Таттл учился в Йельском университете, одновременно занимаясь в студенческом театре постановкой спектаклей и актёрской работой. После окончания университета Таттл работал в журнале «Вэнити фейр», директором по рекламе русского балета, а также занимал должность президента Йельской ассоциации драматического искусства. После первого же собеседования на студии «Джесси Ласки продакшнс» Таттл получил 3-месячный испытательный контракт на студии, а затем получил постоянную работу в сценарном отделе. В 1921 году Таттл написал свой первый сценарий к фильму «Кентуккийцы», а в 1922 году попробовал свои фильмы как режиссёр с комедией «Разрушитель колыбели» (1922).
После того, как «Джесси Ласки продакшнс» после серии объединений превратилась в «Парамаунт пикчерс», статус Таттла ещё более укрепился. В качестве штатного режиссёра компании «Парамаунт» он поставил ещё 73 фильма, завершив карьеру в 1959 году картиной «Остров потерянных женщин». Таттл стал успешным режиссёром универсального плана, одинаково удачно работая в жанрах комедии, драмы и триллера. Именно к последнему жанру относится одна из его самых удачных ранних работ «Дело об убийстве Грина» (1929), ставшая одним из первых звуковых детективов. Репутация Таттла в кино выросла благодаря ещё одному ударному триллеру «Дело об убийстве Бенсона» (1930). В 1930 году Таттл стал одним из 11 ведущих режиссёров студии, каждый из которых поставил по одному эпизоду музыкального фильма-ревю «Парамаунт на параде» (1930).
На 1930—35 годы приходится самый плодотворный этап в творчестве Таттла, когда он поставил 22 фильма, иногда одновременно являясь и автором сценария. Наиболее заметными картинами этого периода стали «Большое радиовещание» (1932), стилизованное музыкальное шоу с участием Бинга Кросби, сестер Босвелл и десятка других звёзд того времени, «Римские сплетни» (1932), один из лучших фильмов с участием популярного радиоведущего, юмориста и певца Эдди Кантора, а также лёгкий мюзикл «Вот мое сердце» (1934) с участием Бинга Кросби и Китти Карлайл.
Однако интересы Таттла выходили за рамки развлекательного кино. В 1935 году в промежутке между двумя легковесными и банальными картинами «Двое в ночи» и «Каникулы» Таттл поставил новаторский детективный триллер «Стеклянный ключ» (1935) с участием Джорджа Рафта, Эдварда Арнольда и Рэя Милланда, который установил новый для своего времени стандарты с точки зрения темпа повествования и степени насилия, рассказав историю политической коррупции, преступного заговора, убийства, шантажа и похищения человека, а также распадающегося романа менее чем за 80 минут. Фильм смотрелся очень хорошо на протяжении последующих 40 лет, даже после выхода в 1942 году очень удачного ремейка с участием Алана Лэдда.
Таттл вёл своего рода двойственное существование как режиссёр. Фильмы, подобные «Стеклянному ключу», чередовались с мюзиклами с участием Бинга Кросби, такими как «Свадьба на Вайкики» (1937) и необычными комедиями, такими как «Чарли МакКарти, детектив» (1939). К этому времени Таттл достиг на студии «Парамаунт» высокого авторитета, так как все его фильмы были прибыльными, все делались вовремя и в рамках установленного бюджета.
Однако лишь в 1942 году Таттл проявил себя как мастер стиля с фильмом «Оружие для найма», работой, оказавшей влияние на формирование жанра фильм нуар. Поставленный по роману Грэма Грина, этот страшный и пугающий по настроению увлекательный триллер продемонстрировал уникальную для того времени психологическую глубину. Фильм сделал звездами исполнивших в нём главные роли артистов Алана Лэдда и Веронику Лейк.
В 1943-44 годах режиссёрская активность Таттла заметно снизилась. Среди немногочисленных работ этого периода — «Час перед рассветом» (1944), военный триллер по книге Сомерсета Моэма, в котором Лейк неловко пытается изображать врага, говорящего с австрийским акцентом.
Однако в 1945 году Бинг Кросби, который начал производить собственные фильмы, выбрал Таттла для постановки первого из них — биографической драмы о знаменитом кулачном бойце «Великий Джон Л». После ещё трёх фильмов, включая нуар «Саспенс» (1946), в 1947 году карьера Таттла была временно прервана в связи с началом сенатских слушаний по антиамериканской деятельности о внедрении коммунистов в киноиндустрию.

## Слушания в Комиссии по расследованию антиамериканской деятельности
В 1947 году Комиссия по расследованию антиамериканской деятельности палаты представителей конгресса США начала преследование деятелей Голливуда, одним из которых оказался Таттл. Ещё в 1937 году Таттл вступил в Коммунистическую партию США, желая таким образом противодействовать приходу Гитлера к власти. Таттл принимал участие в некоторых мероприятиях компартии США и даже предоставлял свою нью-йоркскую квартиру для проведения партийных встреч. Неожиданно Таттл был лишён работы и даже обнаружил, что его имя было удалено из некоторых проектов, над которыми он работал ранее.
В 1950 году, уже после вынесения обвинительного заключения против лидеров компартии США, Таттл вернулся на родину и предстал на слушаниях Комиссии. Он признал, что состоял в компартии вплоть до 1947 года, когда вышел из её рядов, посчитав «слишком жестокой». Таттл прошёл «ритуал называния имен», назвав, в частности, режиссёра Жюля Дассена, который также попал в «черные списки» и был вынужден эмигрировать из США. В результате «раскаяния» Таттл избежал попадания в «черные списки» и смог продолжить работу в Голливуде".

## Последние годы работы
В 1949 году Таттл поставил во Франции свой единственный европейский фильм «Стрелок на улицах города» (1950), отличный гангстерский триллер с участием Дейна Кларка и Симоны Синьоре. Этот фильм не демонстрировался в Америке в течение полувека.
Лишь в середине 1950-х годов, уже после снятия всех обвинений в свой адрес Таттл смог вернуться к постановке фильмов в США на постоянной основе. В 1956 году он снял фильм «Крик в ночи», триллер о психопате, который похищает дочь полицейского офицера (в фильме снимались Рэймонд Берр, Натали Вуд и Эдмонд О’Брайен). Таттл завершил свою карьеру фильмом в новом для себя жанре научной фантастики «Остров пропавших женщин» (1959), в котором, по иронии судьбы, сыграл его коллега по «чёрным спискам» Алан Напье. Оба фильма продемонстрировали, что его способность грамотно изложить историю не была утеряна, несмотря на перерыв в работе.
Френк Таттл умер 6 января 1963 года в Голливуде.

## Фильмография (избранная)
- 1922 — Разрушитель колыбели / The Cradle Buster
- 1923 — Пуританские страсти / Puritan Passions
- 1923 — Вторая скрипка / Second Fiddle
- 1926 — Малыш Бутс / Kid Boots
- 1926 — Люби их и оставь их / Love 'Em and Leave 'Em
- 1926 — Американская Венера / The American Venus
- 1927 — Тупики / Blind Alleys
- 1929 — Сладкая / Sweetie
- 1929 — Дело об убийстве Грина / The Greene Murder Case
- 1930 — Парамаунт на параде / Paramount on Parade
- 1930 — Дело об убийстве Бенсона / The Benson Murder Case
- 1930 — Верная военно-морскому флоту / True to the Navy
- 1930 — Любовь среди миллионеров / Love Among the Millionaires
- 1931 — Без предела / No Limit
- 1932 — Большая телепередача / The Big Broadcast
- 1932 — Эта ночь / This Is the Night
- 1933 — Римские сплетни / Roman Scandals
- 1934 — Весна для Генри / Springtime for Henry
- 1934 — Вот мое сердце / Here is My Heart
- 1934 — Дамам следует послушать / Ladies Should Listen
- 1935 — Двое на ночь / Two for Tonight
- 1935 — Стеклянный ключ / The Glass Key
- 1935 — Вся королевская конница / All the King’s Horses
- 1936 — Каникулы / College Holiday
- 1937 — Свадьба на Вайкики / Waikiki Wedding
- 1939 — Чарли МакКарти, детектив / Charlie McCarthy, Detective
- 1939 — Я украл миллион / I Stole a Million
- 1942 — Счастливый Джордан / Lucky Jordan
- 1942 — Оружие для найма / This Gun for Hire
- 1944 — Час перед рассветом / The Hour Before the Dawn
- 1945 — Великий Джон Л / The Great John L.
- 1946 — Саспенс / Suspense
- 1950 — Стрелок на улицах города / Gunman in the Streets
- 1951 — Волшебное лицо / The Magic Face
- 1953 — Лицо покера / The Poker Face
- 1955 — Ад в заливе Фриско / Hell on Frisco Bay (1955)
- 1956 — Крик в ночи / A Cry in the Night (1956)
- 1959 — Остров потерянных женщин / Island of Lost Women